# Zez Confrey
Zez Confrey, född Edward Elzear Confrey 3 april 1895 i Peru, Illinois, död 22 november 1971 i Lakewood, New Jersey, var en amerikansk kompositör och pianist. Under 1920-talets början arbetade han på företaget QRS som tillverkade rullar för självspelande pianon. Han gjorde även många inspelningar för skivbolaget Victor, både solo och med orkester. Som kompositör är han mest känd för låtarna "Kitten on the Keys" från 1921 och "Dizzy Fingers" från 1923. Confrey var aktiv som kompositör fram till 1959.